# Eragrostis fastigiata
Eragrostis fastigiata är en gräsart som beskrevs av Thomas Arthur Cope. Eragrostis fastigiata ingår i släktet kärleksgrässläktet, och familjen gräs. Inga underarter finns listade i Catalogue of Life.